# Jasmin Pfeiler
Jasmin Pfeiler (* 28. Juli 1984 in Wien) ist eine österreichische Fußballspielerin. Die Torwartin spielt für die Frauenmannschaft USC Landhaus und die österreichische Nationalmannschaft.

## Karriere
Die Torwartin spielte von 2015 bis 2018 für die Frauenmannschaft des SKV Altenmarkt und wechselte 2018 zum USC Landhaus. Seit 2011 ist sie Mitglied der österreichischen Nationalmannschaft.

## Erfolge
- 2 × österreichischer Meister (2009, 2010), 2 × Cupsieg (2009, 2010) mit Neulengbach[3]